# Château de Cairon
Le château de Cairon est un édifice du XVIIIe siècle situé à Cairon, en France.

## Localisation
Le monument est situé dans le département français du Calvados, dans le bourg de Cairon.

## Historique
Un faire-part de décès du marquis Arthus Louis Jacques de Montalembert d'Essé (°1824 - mort à Nice le 27 janvier 1887) est établi du château. 

## Architecture

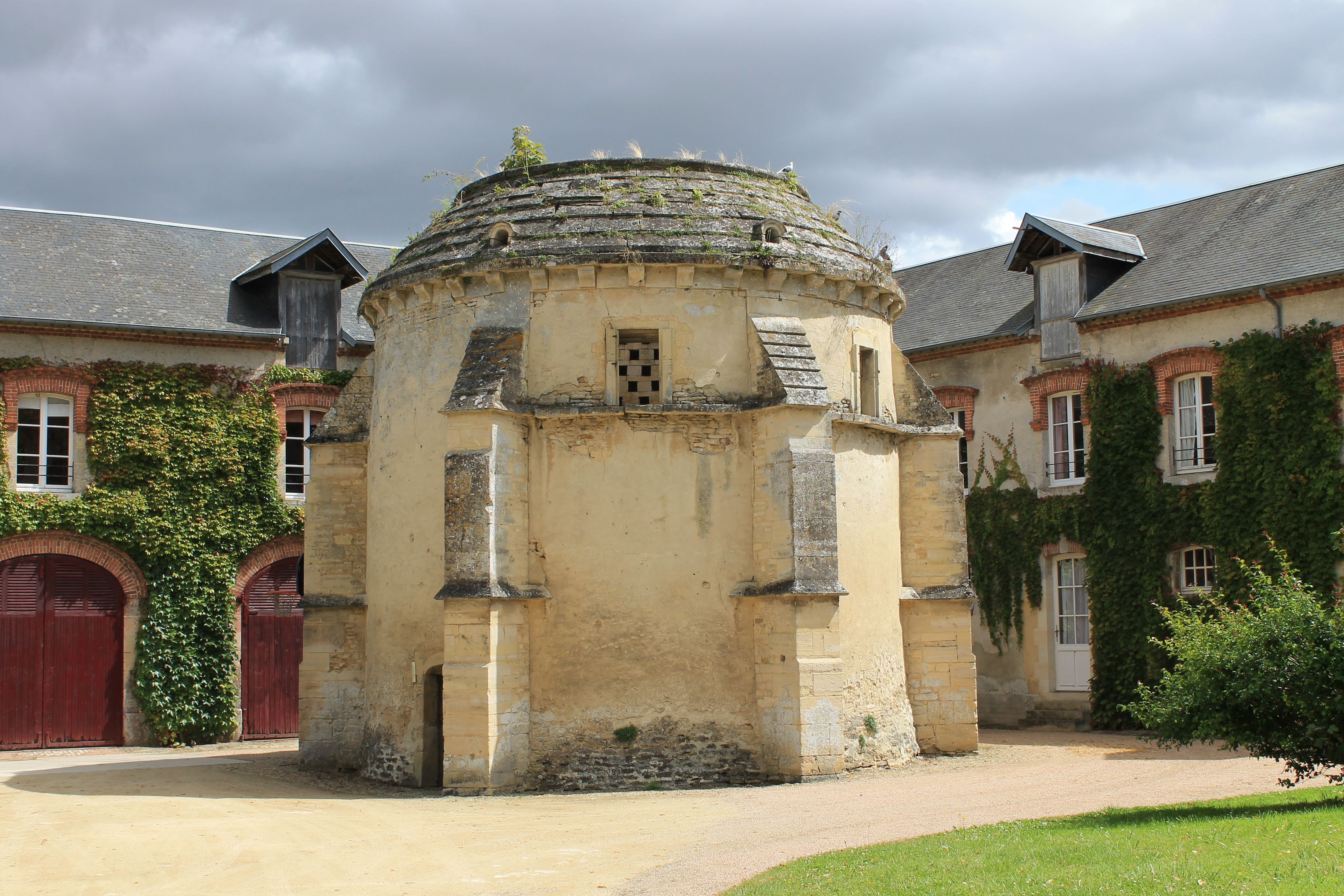
Le colombier inscrit.

Le colombier du XVIe siècle situé dans le parc est inscrit au titre des monuments historiques depuis le 13 avril 1933. Le corps de logis date du XVIIIe siècle.